# Gelobtbach
Der Gelobtbach (tschechisch: Klopotský potok) ist ein linker Nebenfluss der Elbe. Fast auf seiner gesamten Länge ist er Teil der Staatsgrenze zwischen Deutschland und Tschechien.

## Geschichte
Erstmals wurde der Bach als flies in der Clopir 1456 erwähnt, bereits damals bildete er die Grenze zwischen dem damaligen Königreich Böhmen und dem Kurfürstentum Sachsen. Im Vertrag von Eger wurde die böhmisch-sächsische Grenze 1459 bestätigt. 1538 empfing Herzog Georg der Bärtige an der Mündung des damals als Kleppenbach bezeichneten Gewässers in die Elbe Ferdinand I., den böhmischen und deutschen König. Die Schreibweise wechselte in den folgenden Jahrhunderten mehrfach, belegt sind als Namensformen Klubenbach, Kloppenbach, Klippe und Klobtbach, Alfred Meiche kennt ihn 1927 noch als Globtbach. Der Name stammt wahrscheinlich vom mittelhochdeutschen „Klobe“ ab, einer Bezeichnung für ein gespaltenes Holzstück zum Vogelfang.
Während der Napoleonischen Kriege nutzte die örtliche Bevölkerung das abgelegene Gelobtbachtal zum Getreidehandel zwischen Sachsen und Böhmen trotz eines offiziell verhängten österreichischen Ausfuhrverbots für Mehl und Getreide. Davon zeugen noch mehrere Gedenksteine mit den Aufschriften Korn Marcht 1812 und Mähl Marcht 1813 im Wald auf deutscher Seite des Bachufers.

## Verlauf
Der Bach entspringt auf tschechischem Staatsgebiet südwestlich des Großen Zschirnsteins im Wald oberhalb des Elbtals in der Böhmischen Schweiz. Für knapp einen Kilometer fließt der Bach nach Norden, bis er auf die deutsch-tschechische Grenze trifft und von dort einen nordöstlichen Verlauf aufweist. Auf deutscher Seite begleitet ab etwa einen Kilometer vor der Mündung ein Wanderweg den Bach. Das in diesem Bereich bereits tief eingeschnittene Tal erstreckt sich bis zum Elbufer, wo der Bach bei der auf deutscher Seite liegenden Gelobtbachmühle, einer alten Brettmühle, die Bahnstrecke Děčín–Dresden und den Elbradweg unterquert und in die Elbe mündet. Kurz vor der Mündung ist der Bach für die Wasserversorgung der Mühle aufgestaut und ergießt sich in einem künstlich angelegten Wasserfall in den Mühlenteich.

## Naturschutz
Aufgrund seiner reichen Vegetation ist insbesondere der untere Abschnitt des Gelobtbachtals wertvoll. Die Unterwasservegetation des Gelobtbachs besitzt aufgrund ihrer Vielfalt und Struktur eine überregionale Bedeutung innerhalb des FFH-Gebiets Elbtal zwischen Schöna und Mühlberg.